# Рутковский, Мариуш
Мариуш Рутковский (пол. Andrzej Gryczko; 5 сентября 1963) — польский гребец-байдарочник, выступал за сборную Польши в конце 1980-х — начале 1990-х годов. Серебряный и бронзовый призёр чемпионатов мира, победитель многих регат национального и международного значения.

## Биография
Мариуш Рутковский родился 5 сентября 1963 года. Активно заниматься греблей начал в раннем детстве, проходил подготовку в городе Познань в одном из местных спортивных клубов.
Первого серьёзного успеха на взрослом международном уровне добился в 1989 году, когда попал в основной состав польской национальной сборной и побывал на чемпионате мира в болгарском Пловдиве, откуда привёз награду бронзового достоинства, выигранную в четвёрках на десяти километрах — в решающем заезде его экипаж, куда также вошли гребцы Анджей Гаевский, Гжегож Калета и Томаш Франашек, обошли только команды СССР и Венгрии.
В 1990 году Рутковский стал чемпионом Польши среди двоек на дистанции 1000 метров. Благодаря череде удачных выступлений удостоился права защищать честь страны на домашнем мировом первенстве в Познани, где стал впоследствии серебряный призёром — совместно с Гаевским, Калетой и Анджеем Грычко финишировал вторым, тогда как золото вновь досталось команде Советского Союза. Вскоре по окончании этих соревнований принял решение завершить карьеру профессионального спортсмена, уступив место в сборной молодым польским гребцам.